# Shirley (programa de televisión)
Shirley es un programa de televisión venezolano de entrevistas, conducido por la periodista Shirley Varnagy. Fue emitido por Globovisión desde 2013 hasta 2014, y luego por Ve Plus en 2016.

## Emisión

### Inicio en Globovisión
El programa fue estrenado por Globovisión el 16 de septiembre de 2013, esto como parte de la nueva parrilla de programación del canal tras su cambio de dueños meses atrás. Vargany antes de este programa se desempeñaba como conductora del programa "Soluciones". Era emitido de lunes a viernes a las 08:30 pm.
Vargany comenzó su programa con una aclaratoria: “Yo no soy una periodista complaciente por permanecer en mi espacio. Soy una periodista que defiende en su espacio el derecho a informar y a que usted este informado”, dijo. Su primer entrevistado en esta etapa fue Andrés Izarra.

### Salida de Globovisión
El 30 de abril de 2014 renunció de Globovisión luego de que la transmisión de su programa, Shirley, fuera cortada durante una entrevista al escritor peruano Mario Vargas Llosa, férreo crítico de las políticas de los presidentes venezolanos Hugo Chávez y Nicolás Maduro, luego de una pregunta que Varnagy le hiciera al Premio Nobel de Literatura. A pesar de que el programa con Llosa no se emitió por el canal, este fue subido por el mismo en internet.
Shirley calificó de censura la interrupción de la trasmisión de su programa por parte de la directiva del canal televisivo, además dijo por Twitter “Ayer no transmitieron la entrevista completa que hice a Vargas Llosa. No haré silencio en mi espacio, hasta hoy trabajé en Globovisión”.

### Regreso por Ve Plus
Para enero de 2016 la periodista venezolana anunció que regresaría próximamente a la televisión a través de Ve Plus. Y lo hará con un programa de entrevistas a actores, cantantes, humoristas y personalidades de la cultural que será transmitido una vez a la semana.
El programa regresa el 7 de marzo de 2016 en un nuevo ciclo por el canal por cable Ve Plus solamente los domingos a las 09:00 pm. El primer programa tuvo como invitado a Yordano Di Marzo, quien narro su experiencia tras haber superado el cáncer de médula.
Se anunció para el 27 de marzo de 2016 (en retransmisión) por la señal abierta de Venevisión los domingos a las 10:00 pm. Por cuestiones políticas la emisión del programa fue cancelada por Venevisión, igual sigue su transmisión por Ve Plus.